# 天使化妝品

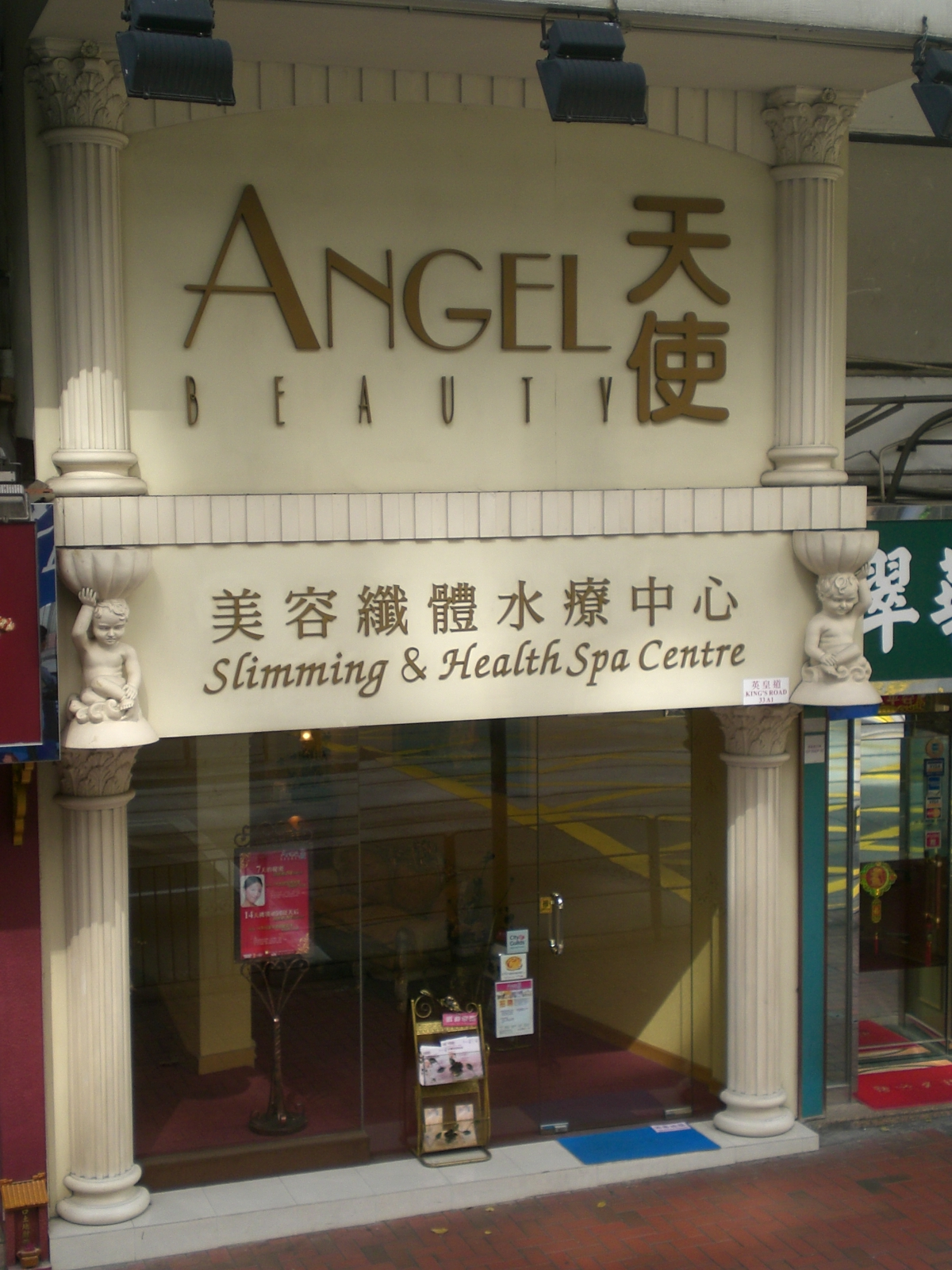
天使集團

天使化妝品國際有限公司，(英文: Angel Cosmetics)，又稱:天使集團，是一間香港公司，主要業務是從事多種名牌化妝品之零售及批發，及提供美容及健美中心服務。
天使化妝品在香港及澳門擁有11間零售分店、6間美容中心及1間美容訓練學院。此外，天使化妝品也在中國大陸、香港及澳門開設10間纖體水療中心。

## 主要競爭對手
- 莎莎國際
- 卡萊美

## 外部參考
- 天使化妝品官方網址 （页面存档备份，存于）